# Samuel George Morton
Samuel George Morton (1799-1851) était un médecin américain érudit en sciences naturelles.

## Biographie
Morton est né à Philadelphie, en Pennsylvanie, et obtint son diplôme de médecin de l'université de Pennsylvanie en 1820. Après avoir obtenu un diplôme d'études approfondies de l'université d'Édimbourg en Écosse, il commença à exercer à Philadelphie en 1824. De 1839 à 1843, il fut professeur d'anatomie à l'université de Pennsylvanie.
Morton écrivit sur des sujets variés dans la période allant de 1823 à 1851. Il écrivit ainsi Geological Observations en 1828, et Synopsis of the Organic Remains of the Cretaceous Group of the United States et Illustrations of Pulmonary Consumption en 1834. Son premier essai médical, sur l'utilisation de la cornine dans la fièvre intermittente, a été publié dans le Philadelphia Journal of the Medical and Physical Sciences en 1825.  Sa bibliographie comprend aussi Hybridity in Animals and Plants (1847), Additional Observation on Hybridity (1851) et An Illustrated System of Human Anatomy (1849).
George Samuel Morton est souvent considéré comme à l'origine de l'« American School » d'anthropologie, une école de pensée scientifique américaine d'avant la guerre de Sécession qui partageait le genre humain en plusieurs espèces et non en races et qui est considérée par certains comme à l'origine du racisme scientifique. Les adeptes de Morton, en particulier Josiah C. Nott et  George Gliddon dans leur monumental hommage au travail de Morton, Types of Mankind (1854), poussèrent plus avant les idées de Morton et firent valoir que ses conclusions arrivaient en fait à la notion de polygénisme humain. Morton fut lui-même réticent à endosser explicitement cette notion puisqu'elle contredisait le mythe biblique de la Création.
Morton déclara qu'il pourrait juger de la capacité intellectuelle d'une race par la taille de son crâne. Un grand crâne signifiait un grand cerveau et de hautes capacités intellectuelles, et un petit crâne indiquait un petit cerveau et de faibles capacités intellectuelles. Morton recueillit des centaines de crânes humains de tous les coins du monde. En étudiant ces crânes, il entendait distinguer à quel point un individu cessait d'être de race blanche et à quel point commençaient les Noirs. Morton qui avait beaucoup de crânes de l'Égypte antique conclut que les anciens Égyptiens n'étaient pas Africains mais de race blanche. Ses deux grandes monographies sur le sujet ont été Crania Americana (1839), An Inquiry into the Distinctive Characteristics of the Aboriginal Race of America et Crania Aegyptiaca (1844).

## Ouvrages
- Crania Americana; or, A Comparative View of the Skulls of Various Aboriginal Nations of North and South America: To which is Prefixed An Essay on the Varieties of the Human Species. Philadelphia: J. Dobson, 1839.
- Crania Aegyptiaca; or, Observations on Egyptian ethnography, derived from anatomy, history, and the monuments. Philadelphia: J. Penington, 1844.